# Zunbils
≈620–870
Entités précédentes :
- Empire hephthalite

Entités suivantes :
- Saffarides

Les Zunbils sont une dynastie du sud de l'Hindou Kouch, dans le sud de l'Afghanistan, qui règne sur la région du VIIe siècle jusqu'à la conquête islamique de l'Afghanistan en 870. Les Zunbils semblent être l'un des descendants des dirigeants sud-hephtalites du Zaboulistan et être culturellement reliés à la Grande Inde. La dynastie était liée à celle des Shahiyas du nord-est de Kaboul. « Il suit du rapport de Huei-chao que Barha Takin (en) avait deux fils : celui qui a régné après lui en Kapissa-Gandhara et un autre qui est devenu le roi de Zabol ». Le sud de l'Hindou Kouch est gouverné par les Zunbils et l'est par les Shahiyas.
Les Zunbils adoraient un dieu nommé Zun à partir duquel ils tirent leur nom. Leur territoire était compris entre ce qui est maintenant la ville de Zarandj dans le sud-ouest de l'Afghanistan et du Kaboulistan dans le nord-est, avec Zamindavar et Ghazni servant de capitales. De nombreux habitants du sud de l'Hindou Kouch pratiquaient le bouddhisme et les autres religions antiques comme  le zoroastrisme avant l'islamisation de la région. Le titre « Zunbil » peut être retrouvé en moyen perse, donnant Zun-dātbar, « Zun le donneur de Justice ». De la même façon pour le nom géographique Zamindavar, à partir du moyen perse, donnant Zamin-i dātbar (« Terre du donneur de Justice »).

## Histoire

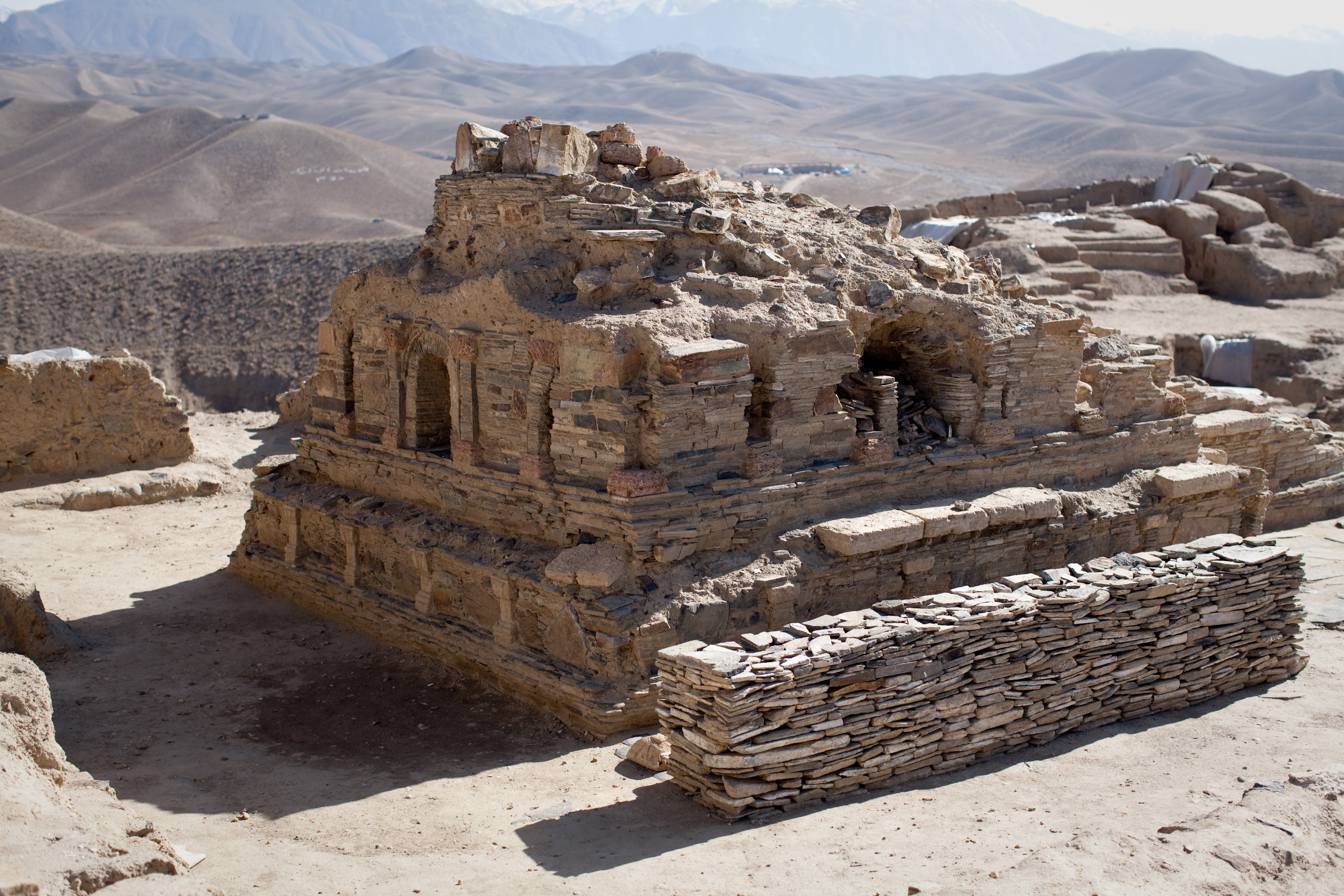
Stūpa bouddhiste nouvellement fouillé à Mes Aynak dans la province de Lôgar. Des stūpas similaires ont été découverts dans la province voisine de Ghazni, y compris dans le nord de la province de Samangan.

Selon Anthony McNicoll, « les Zunbils ont gouverné, dans la région de Kandahar pendant près de 250 ans, jusqu'à la fin du IXe siècle ». Leur principale capitale Zamindavar était située dans l'actuelle province de Helmand, en Afghanistan. Le sanctuaire de Zun (dieu du soleil) était situé à environ cinq kilomètres au sud de Musa Qala dans la province de Helmand, qui peut encore être trouvé aujourd'hui. Certains estiment que le temple Sunagir mentionné par le célèbre voyageur chinois Xuanzang en 640 se rapporte à ce lieu de culte.
Selon André Wink, « Avec le Makran et le Baloutchistan et ainsi que le Sind, ce domaine peut être compté comme appartenant à la zone frontalière culturelle et politique entre l'Inde et la Perse. Il est clair cependant que, du VIIe siècle au IXe siècle, les Zunbils et leurs parents les Shāhis de Kaboul gouvernés majoritairement sur un domaine indien plutôt que perse. Les géographes arabes, parlent en effet couramment de ce roi de « Al Hind » ... (qui) portait le titre de Zunbil. »
Les Zunbils ont été un des plus farouches opposants du califat musulman et, en tant que tels, ils ont toujours été la cible des campagnes. Ainsi, le territoire zunbil a été de nombreuses fois temporairement occupé, forçant le roi à payer des tributs pour témoigner son respect, mais ni les Omeyyades, ni les Abbassides n'ont réussi à mettre la région montagneuse à l'est de l'Afghanistan d'aujourd'hui sous la domination permanente de l'islam. Seulement avec la montée des Saffarides dans le Khorassan et le triomphe militaire de Ya`qûb ben Layth as-Saffâr à Kaboul, la domination des Zunbils se trouvait pratiquement à sa fin et la région pouvait être islamisé avec succès dans les décennies prochaines.

### Chronologie des événements clés
- 653-654 : Une armée d'environ 6 000 Arabes est menée par le général Abdur Rahman ben Samara (-670), soumettant des parties étendues de la région à l'est du Sistan sous le troisième calife Othmân. Arrivés au sanctuaire de Zun à Zamindavar, il est rapporté que le général Abdur Rahman « a rompu une main de l'idole et arraché les rubis qui étaient dans ses yeux afin de persuader le marzbān du Sistan de l’insignifiance du dieu »[9]. Le général a expliqué au marzbān : « mon intention était de vous montrer que cette idole ne peut faire ni de mal ni de bien du tout »[10]. À ce stade-là, certains des habitants du sud de l'Afghanistan ont accepté l'islam pour la première fois.
- 661 (sous Muʿawiya Ier) : Abdur Rahman bin Samara reconquiert par ordre d'Abdallah ibn Amir (le gouverneur omeyyade de Bassorah), Bost et d'autres possessions zunbiles et prend, en outre, aussi Kaboul.
- Après 665 : La domination arabe sur le territoire zunbil est à nouveau perdu.
- 673 : Les Zunbils doivent accepter de payer un million de dirhams en hommage au Calife.
- 681 : Une armée arabe sous Yazid ibn Ziyad est battue par les Zunbils.
- 685 : L'armée de Zabol est mise en déroute par l'armée d'invasion dirigée par le gouverneur du Sistan (deux ans après que Kaboul se soit révolté et mette complètement en déroute l'armée musulmane)[11].
- 693-694 : Le nouveau monarque des Zunbils triomphe d'une armée arabe.
- 698 : Ubayd Allah b. Abi Bakra, dirigeant l'« Armée de la Destruction » lors d'une expédition punitive au Zaboulistan, est défait face à la résistance acharnée des Zunbils.
- 700 : Ibn el-Achath essaye à nouveau de maîtriser le territoire zunbil avec l'« Armée du paon », mais cela conduit à une mutinerie[12].
- 711 : Qutayba ben Muslim force les Zunbils à payer un tribut.
- Sous Omar II (717-720) : Les Zunbils payent un tribut en hommage au nouveau Calife.
- 865 : Le souverain saffaride Ya`qûb ben Layth, pille le territoire, réduit en esclavage une partie de la population et s'empare aussi de l'est de l'Afghanistan d'aujourd'hui et tue avec cela le roi zunbil (nommé Kabk ?) pendant que d'autres membres de la famille du souverain sont emprisonnés.
- 867 : Un cousin du souverain zunbil, qui avait été nommé gouverneur saffaride dans le Ruḫḫaǧ, essaye en vain de se rebeller contre Ya`qûb.
- 869 : Le fils du souverain (Firuz ibn Kabk ?) réussit à s'enfuir de Bost et à lever une armée, mais doit se retirer à Kaboul, où Ya`qûb, en 870 ou 872, procède à nouveau à la conquête de la ville.
- 870 : Fin de la dynastie, le territoire zunbil est conquis, le roi a été tué et ses sujets sont faits musulmans[13].

### Lutte entre Saffarides et Zunbils

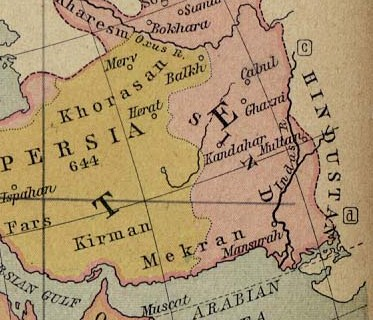
Les noms des territoires pendant le califat en 750. Le territoire zunbil est dans l'Hind (Sind), qui a été principalement relié culturellement avec l'Inde (Hindoustan).

C. E. Bosworth écrit que :

« Parmi les aspects les plus importants de la première politique des Saffarides sur l'ampleur de la propagation de l'islam en Afghanistan et aux frontières de l'Inde longtemps après que leur empire se soit effondré, est celle de l'expansion dans l'est de l'Afghanistan. Les premiers gouverneurs arabes du Sistan ont parfois pénétré jusqu'à Ghazni et Kaboul, mais ce n’était peu plus que des raids d’esclavage et de pillage. Il y avait une résistance féroce de la part des dirigeants locaux de ces régions, surtout à partir de la lignée des Zunbils qui a régné à Zamindavar (en) (Nord-Helmand) et au Zaboulistan et qui étaient probablement des épigones des sud-Hepthalites ou des Chionites du royaume de Zabol ; sur plus d'une occasion, ces Zunbils ont infligé des défaites vives aux musulmans. Les Zunbils étaient liés avec la dynastie des Shahiyas ; toute la vallée de la rivière à cette époque était culturellement et religieusement un avant-poste du monde indien, bien sûr il avait été dans les siècles antérieurs à l'apogée de la civilisation bouddhiste du Gandhara. »